# O Jardim de Alá (1936)
The Garden of Allah (prt: O Jardim de Alá; bra: O Jardim de Alá, ou O Jardim de Allah) é um filme estadunidense de 1936, do gênero drama romântico, dirigido por Richard Boleslawski, produzido por David O. Selznick e estrelado por Marlene Dietrich e Charles Boyer. O roteiro foi escrito por William P. Lipscomb e Lynn Riggs, que se basearam no romance homônimo de 1904 de Robert S. Hichens.
O romance de Hichens havia sido filmado duas vezes antes, como filmes mudos feitos em 1916 e 1927. O elenco de apoio da versão sonora apresenta Basil Rathbone, C. Aubrey Smith, Joseph Schildkraut, John Carradine, Alan Marshal e Lucile Watson. A trilha sonora é de Max Steiner.
Filmado em Technicolor, em três cores, foi um dos primeiros longas-metragens a serem filmados utilizando este processo. Os diretores de fotografia (sem créditos) W. Howard Greene e Harold Rosson receberam um Óscar honorário especial por avanços na cinematografia colorida.
Os locais de filmagem foram em Buttercup, na Califórnia e Yuma, no Arizona. O Jardim de Alá foi um dos filmes exibidos na retrospectiva intitulada "A História do Cinema Colorido", do Festival Internacional de Cinema de Berlim de 1988.

## Sinopse
O monge trapista Boris Androvski não resiste à pressão dos seus votos, fugindo da sua vocação. Ele é o único monge que conhece o segredo de como fazer o vinho secreto dos monges, o qual é vendido como principal fonte de receita do mosteiro. Em Argel, Boris conhece a rica europeia Domini Enfilden, com quem se envolve sem revelar a sua verdadeira identidade. Domini e Boris se apaixonam, se casam e viajam para o deserto em lua de mel. Lá, os recém-casados encontram uma unidade da Legião Estrangeira Francesa, cujo comandante, o Capitão de Trevignac, guarda um segredo sobre o passado de Boris.

## Elenco principal
- Marlene Dietrich .... Domini Enfilden
- Charles Boyer .... Boris Androvski
- Basil Rathbone .... conde Ferdinand Anteoni
- C. Aubrey Smith .... pe. J. Roubier
- Joseph Schildkraut .... Batouch
- John Carradine .... adivinhador
- Alan Marshal .... cap. de Trevignac
- Lucile Watson .... madre-superiora Josephine
- Henry Brandon .... Hadj
- Tilly Losch .... Irena

## Produção
Apesar de ser um dos primeiros filmes a usar esse novo processo em Technicolor de três cores, O Jardim de Alá foi filmado com grande sucesso, sendo o primeiro filme de Marlene Dietrich em Technicolor; e também a estréia em Hollywood da bailarina austríaca que se tornou atriz, Tilly Losch, como uma sensual dançarina de cabaré.
No entanto, a filmagem foi cercada por graves problemas e controvérsias. Miss Dietrich nutria uma profunda antipatia pelo produtor David O. Selznick, tendo sido emprestada pela Paramount para o projeto. Selznick, por sua vez, ficou consternado com a maioria dos filmes de Dietrich feitos com von Sternberg e a repreendeu sobre sua preocupação com a aparência. Dietrich não gostou muito do roteiro e reclamou interminavelmente sobre os diálogos. Selznick ficou angustiado com a aparência improvável e perfeita de Dietrich em todas as cenas e reclamou que seu cabelo nunca ficava despenteado, mesmo em uma tempestade de vento. Como sempre, suas roupas são maravilhosas, mas totalmente inadequadas no deserto do norte da África.
As filmagens ao ar livre ocorreram no deserto de Yuma, no Arizona, em temperaturas de 57ºC. Alguns meses após o término da produção, o diretor Richard Boleslawski morreu por beber água infectada.

## Recepção
As críticas contemporâneas foram bastante favoráveis. O New York Times elogiou a escolha do romance de Robert Hichens de 1904 para a base da história e o descreveu como um "filme distinto, rico em esplendor pictórico ... com atuação cativante". O incrível trabalho de câmera e iluminação recebeu o devido apreço e a Newsweek destacou as atuações de Marlene Dietrich e Charles Boyer como as melhores de suas carreiras. Mas apesar de aplaudido por suas capacidades artísticas e criativas, O Jardim de Alá não foi um sucesso comercial. O filme foi originalmente orçado em US$ 1,6 milhão, mas foi estimado em US$ 370.000, o que acabou sendo aproximadamente o tamanho da perda registrada pelo filme.
Escrevendo para o The Spectator em 1936, Graham Greene deu ao filme uma crítica neutra, dizendo que mostrava a Igreja Católica como "tão sobre-humanamente piedosa, tão intensamente dramática", enquanto preferia a visão da igreja de esquerda da revista New Statesman que apresentava "padres miseráveis contando pesetas nos dedos em cafés sujos antes de abençoar tanques". Greene elogiou o surrealismo do filme como "realmente magnífico" e observou que o diálogo tinha um tom nitidamente apocalíptico que combinava de perto com a execução de suas falas por Dietrich.
O filme recebeu indicações ao Oscar de Melhor Trilha Sonora e Melhor Diretor Assistente, e W. Howard Greene e Harold Rosson receberam um Oscar Honorário pela cinematografia colorida. Seguindo o sucesso do filme nos cinemas brasileiros, no Rio de Janeiro o parque entre os bairros das praias do Leblon e Ipanema recebeu o nome do filme, ou seja, Parque Jardim de Alah. O filme também foi exibido na retrospectiva "A História do Cinema Colorido", do Festival Internacional de Cinema de Berlim de 1988.
O filme é assistido por Cyndi Lauper no início de seu videoclipe de "Time after Time".

## Prêmios e indicações
| Prêmio     | Categoria                     | Recipiente                | Resultado | Ref.   |
| ---------- | ----------------------------- | ------------------------- | --------- | ------ |
| Oscar 1937 | Melhor trilha sonora          | Max Steiner               | Indicado  | [ 20 ] |
| Oscar 1937 | Melhor assistência de direção | Eric Stacey Chauncey Pyle | Indicado  | [ 1 ]  |